# Karlovice (ort i Tjeckien, lat 50,11, long 17,45)
Karlovice är en ort i Tjeckien. Den ligger i den östra delen av landet, 220 km öster om huvudstaden Prag. Karlovice ligger 482 meter över havet och antalet invånare är 1 128.
Terrängen runt Karlovice är huvudsakligen lite kuperad. Karlovice ligger nere i en dal. Runt Karlovice är det ganska glesbefolkat, med 34 invånare per kvadratkilometer. Närmaste större samhälle är Krnov, 18,5 km öster om Karlovice. I omgivningarna runt Karlovice växer i huvudsak blandskog.